# 岩村なちゅ
岩村 なちゅ（いわむら なちゅ、1991年7月29日  - ）は、日本の女性アイドル、タレント。神奈川県出身。プラチナムプロダクションに所属していたが、現在はフリー。
女性アイドルグループ「PASSPO☆」の全活動期（2009年 - 2018年）のメンバーで、派生ユニット「はっちゃけ隊」のメンバーでもある。愛称はなちゅ。旧名は岩村捺未（いわむら なつみ）。

## 略歴
高校時代、渋谷でスカウトされたのをきっかけにプラチナムプロダクションに入った。2009年6月にぱすぽ☆（後にPASSPO☆と改称）のメンバーとなり、2018年9月22日の解散まで岩村捺未（いわむら なつみ）として活動。グループ内での担当カラーはオレンジであった。
PASSPO☆解散後は派生ユニット「はっちゃけ隊」としての活動を継続する傍ら、「岩村なちゅ」名義でソロ活動を行っている。はっちゃけ隊での愛称は「カリスマ」である。
2024年5月、所属していたプラチナムプロダクションを退所し、なちゅ名義でフリーとして活動していくことを発表した。

## 人物
- 3姉妹の次女[10]。
- 好物はアイスクリーム。自身のブログタイトルにも使用されている。
- 菊地亜美[11]や諸塚香奈実（元チャオ ベッラ チンクエッティ）[12]とはプライベートで交流が深い。
- PASSPO☆解散後、生きる目標を見失いつつパチンコ店に通ったり、毎晩酒を飲むようになったことを『中居くん決めて!』などの番組で数回激白し[4]、体重が短期間で70kg以上に増えた。

## 出演

### テレビ番組
- 悩める前職：アイドルちゃん〜アイドルやめて何するの?〜（2018年12月27日、テレビ朝日） - 元PASSPO☆メンバーとして森詩織と出演[13]
- 中居くん決めて!（2019年5月13日、TBS） - ゲスト出演[4]
- 親愛なる、あだな様（2019年6月11日・18日、テレビ東京）[14]
- 激!今夜もドル箱（2019年6月26日、テレビ東京） - 小田あさ美とゲスト出演[15]
- 水曜日のダウンタウン（2019年8月7日、TBS）[16]
- ダウンタウンのガキの使いやあらへんで!（2019年9月15日、日本テレビ）[17]
- ギリギリライブ イマドキ女子のリアル生態調査（2021年9月28日・10月5日[18]、北海道文化放送）
- ヒルナンデス!（2021年11月5日、日本テレビ）[19]
- 踊る!さんま御殿!!（2022年5月31日、日本テレビ）[20]

### 舞台
- 女神座ATHENA よみきかせリーディングライブ「天使の図書室 Vol.5〜ほっこりホワイトクリスマス〜」（2018年12月22日 - 24日、コフレリオ新宿シアター）[21]
- はまぐちコントサークル〜企画編〜「第12回スナックうめこスペシャル」（2019年3月31日、新宿角座）[22]